# Культура Шрі-Ланки

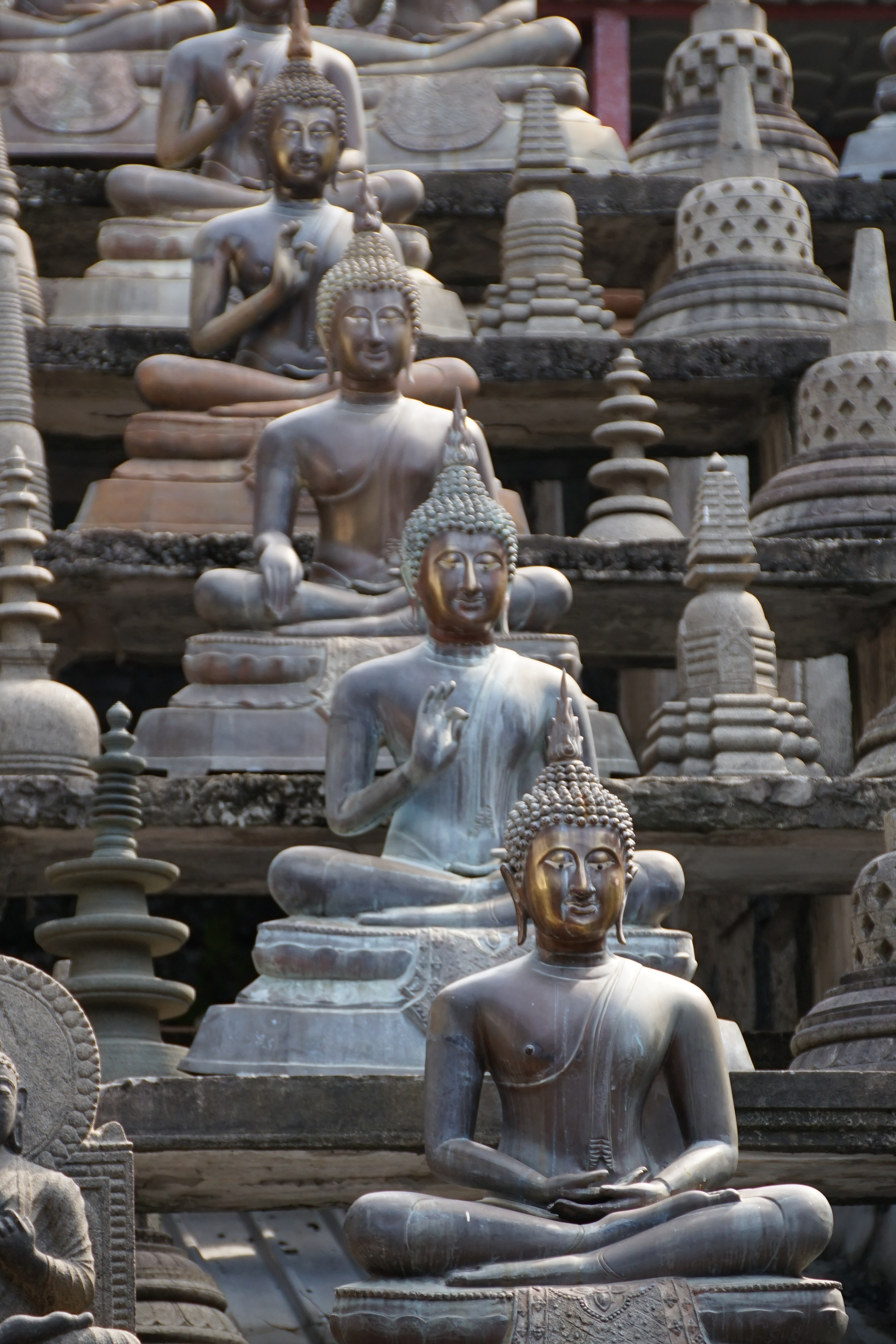
Рядки сидячих статуй Будди — Храм Гангарамая, Коломбо, Шрі-Ланка.

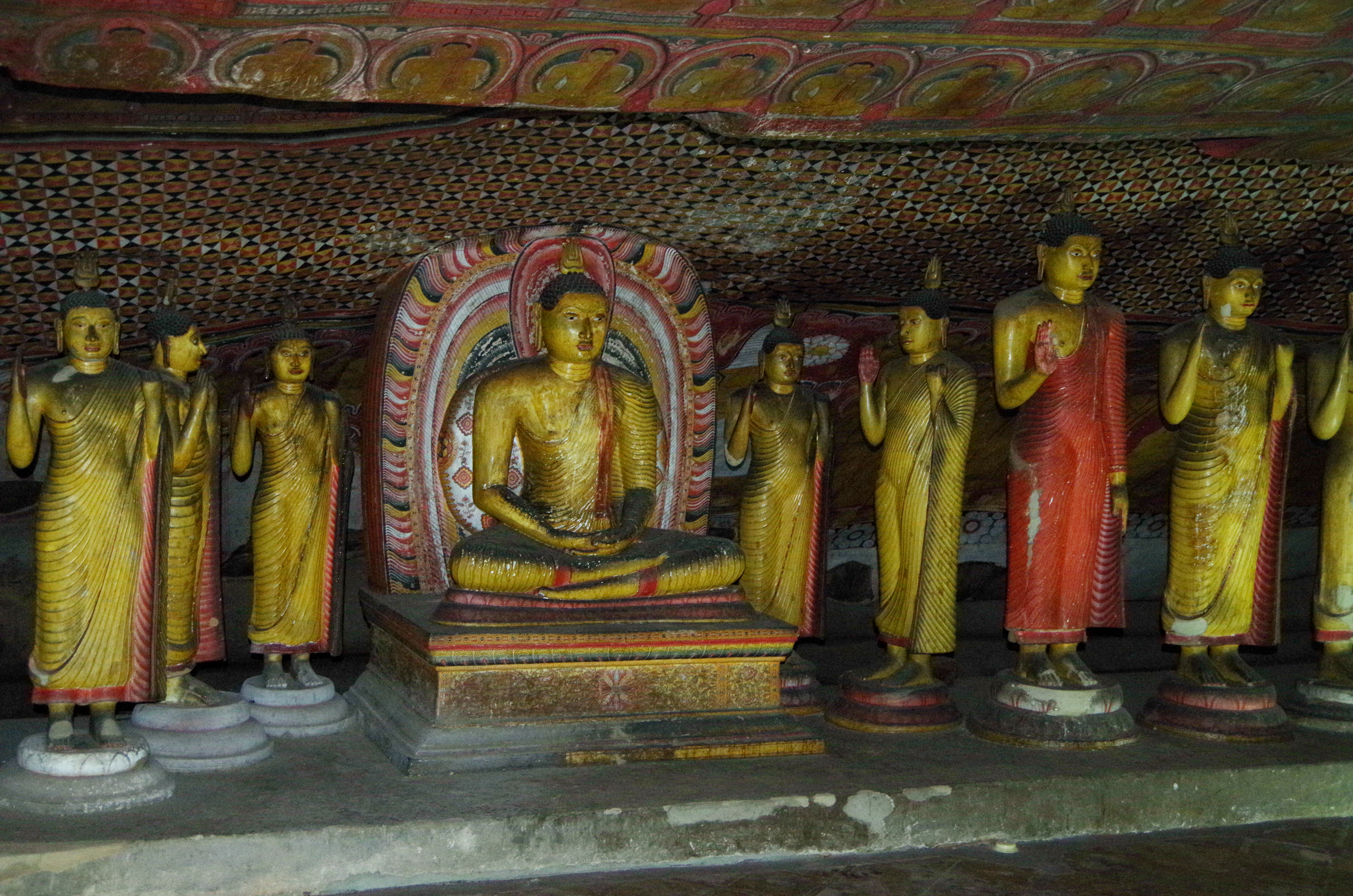
Печера храму Дамбула.

Культура Шрі-Ланки вважається однією з найдавніших у світі, бо їй налічується понад 2500 років. На розвиток багатої та самобутньої культури вплинули зональні особливості різних районів острова та багатовікові зв'язки між народами, які населяють Шрі-Ланку.
Корінні жителі Цейлону-веди, вони і до цього дня ведуть практично первісний спосіб життя. Приблизно в 6 столітті до н.е. Цейлон заселили племена сингалів, які прибули сюди з Індії.
Через триста років на острів проникає буддизм, і саме ця релігія стає однією з основних та накладає серйозний відбиток на культуру Шрі-Ланки. Тому першим великим народом Шрі-Ланки є сингальці, й саме вони складають етнічну більшість держави. На другому місці за вагомістю — таміли, більшість яких було завезено в кінці 19 ст. колонізаторами-англійцями для обробки чайних плантацій в гористих центральних районах Шрі-Ланки (на відміну від «цейлонських» тамілів з півночі країни, що живуть на Шрі-Ланці вже понад 1000 років). Таміли є індуїстами і говорять переважно тамільською мовою, тоді як сингальці сповідують буддизм і розмовляють сингальскою мовою. Крім сингальців і тамілів Шрі-Ланку населяють великі громади мусульман і християн.
На культуру Шрі-Ланки вплинули звичаї та національні особливості великого сусіда, а тому живопис, музика, архітектура й народні промисли жителів острова багато в чому нагадують індійські традиції. На культуру Шрі-Ланки також мали значний вплив й європейські колонізатори — португальці, голландці та англійці, що заклали основи сучасної державності та політичного устрою острова.

## Список об'єктів Світової спадщини ЮНЕСКО на Шрі-Ланці

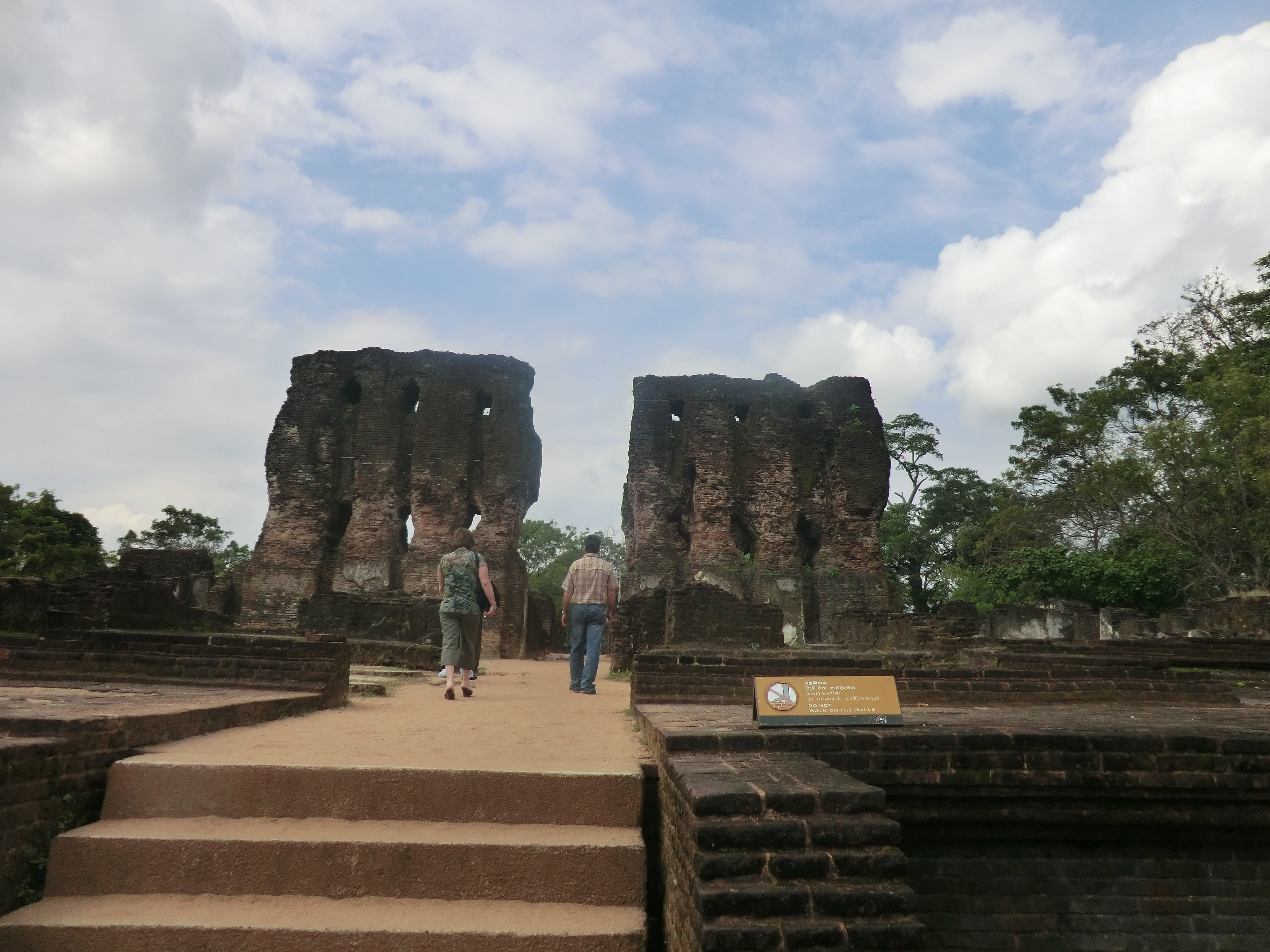
Палац короля Паракрамабаху, Полоннарува, Шрі-Ланка

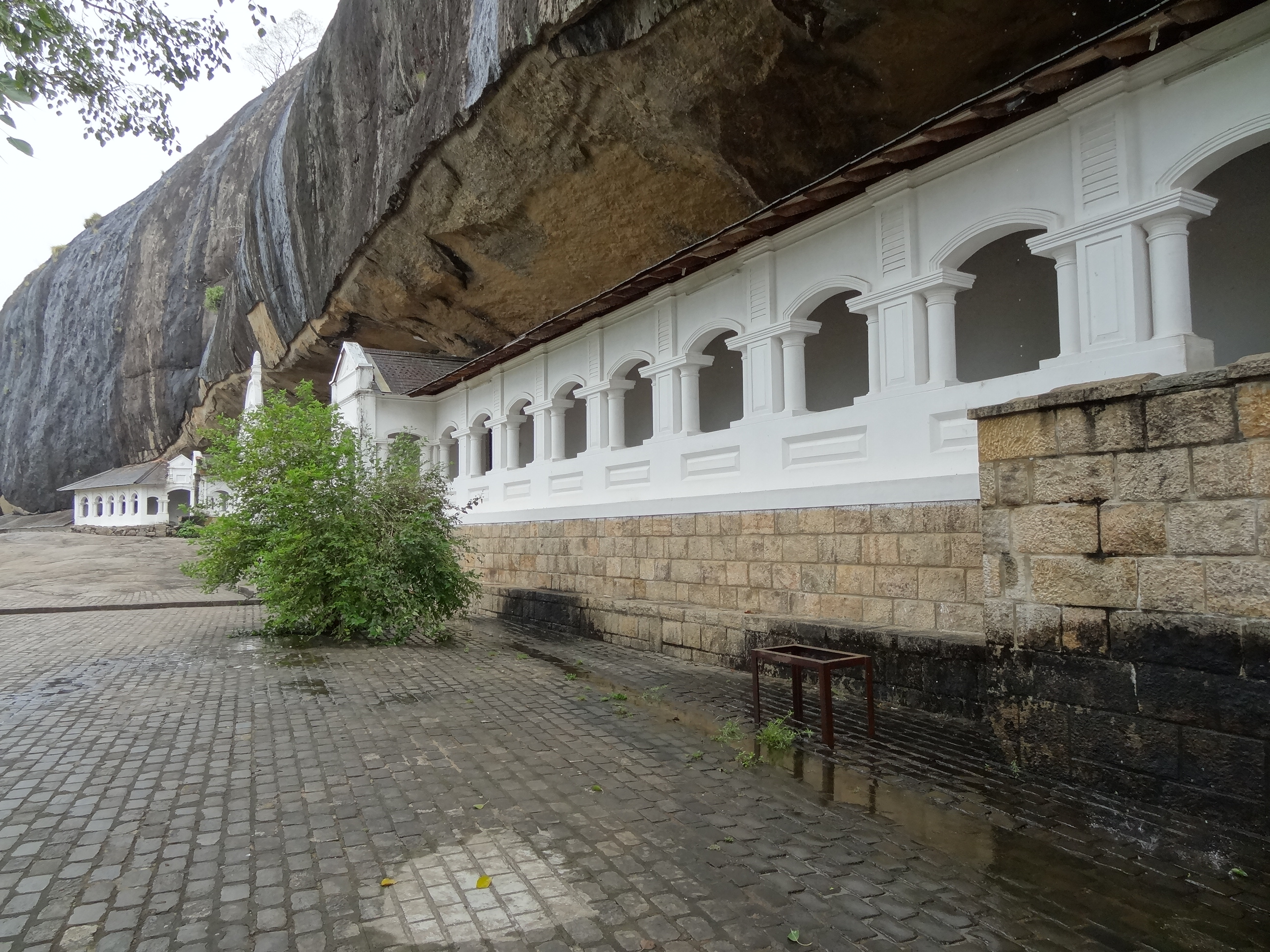
Зовнішній вигляд храму Dambulla, печера

На 2015 рік до списку об'єктів Світової спадщини ЮНЕСКО на Шрі-Ланці увійшли 8 об'єктів з них:
культурні об'єкти:
1. Історичне місто Полоннарува;
2. Наскельна фортеця і палац Сігірія;
3. Золотий храм Дамбулла;
4. сторичне місто Анурадхапура;
5. Священне місто Канді.

природні об'єкти:
1. Нагір'я Центральної Шрі-Ланки;
2. Лісовий заповідник Сінхараджа.

## Мистецтво

### Архітектура

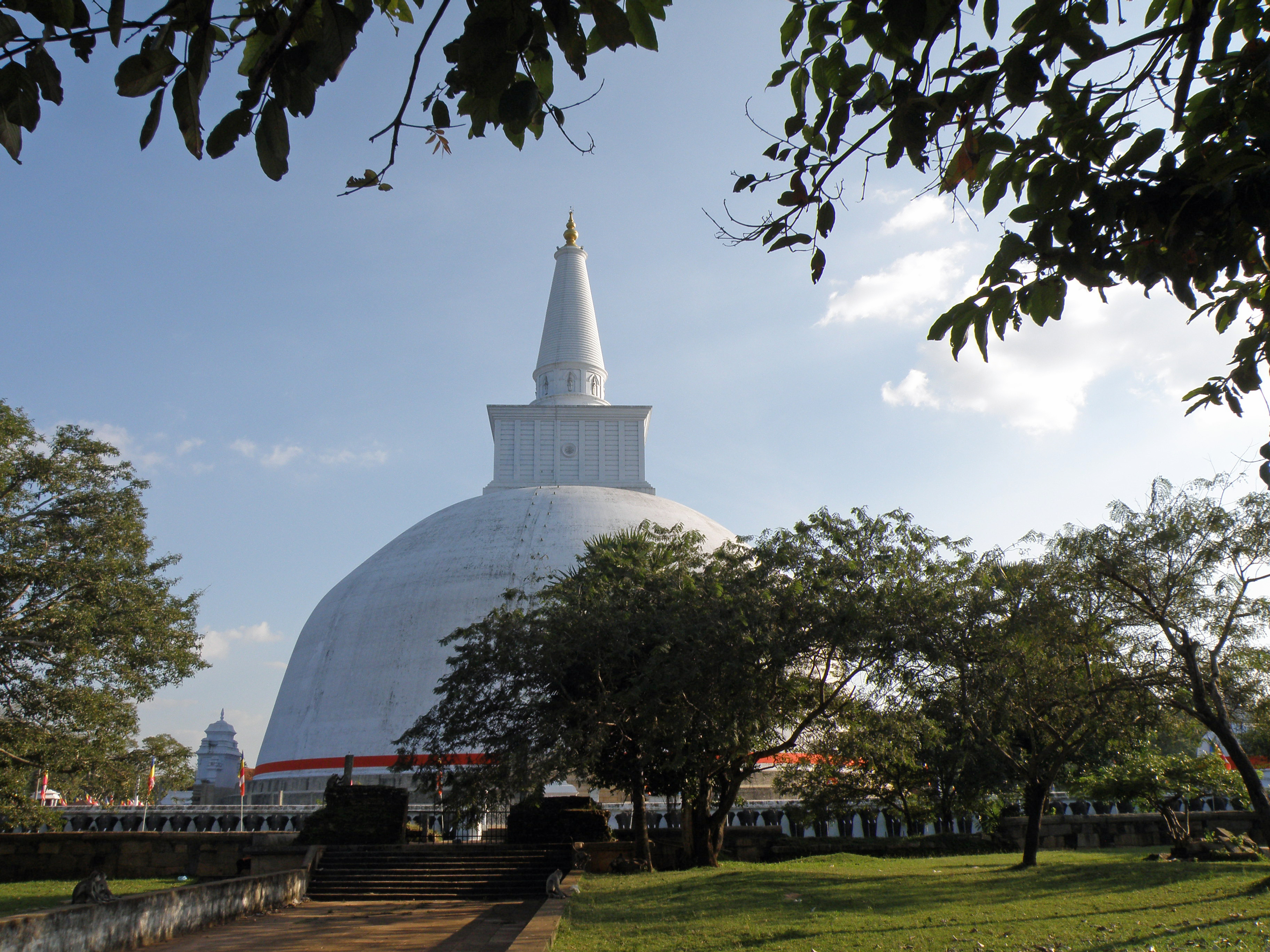
Шрі-Ланка — Археологічний музей Анурадхапури — велика ступа.

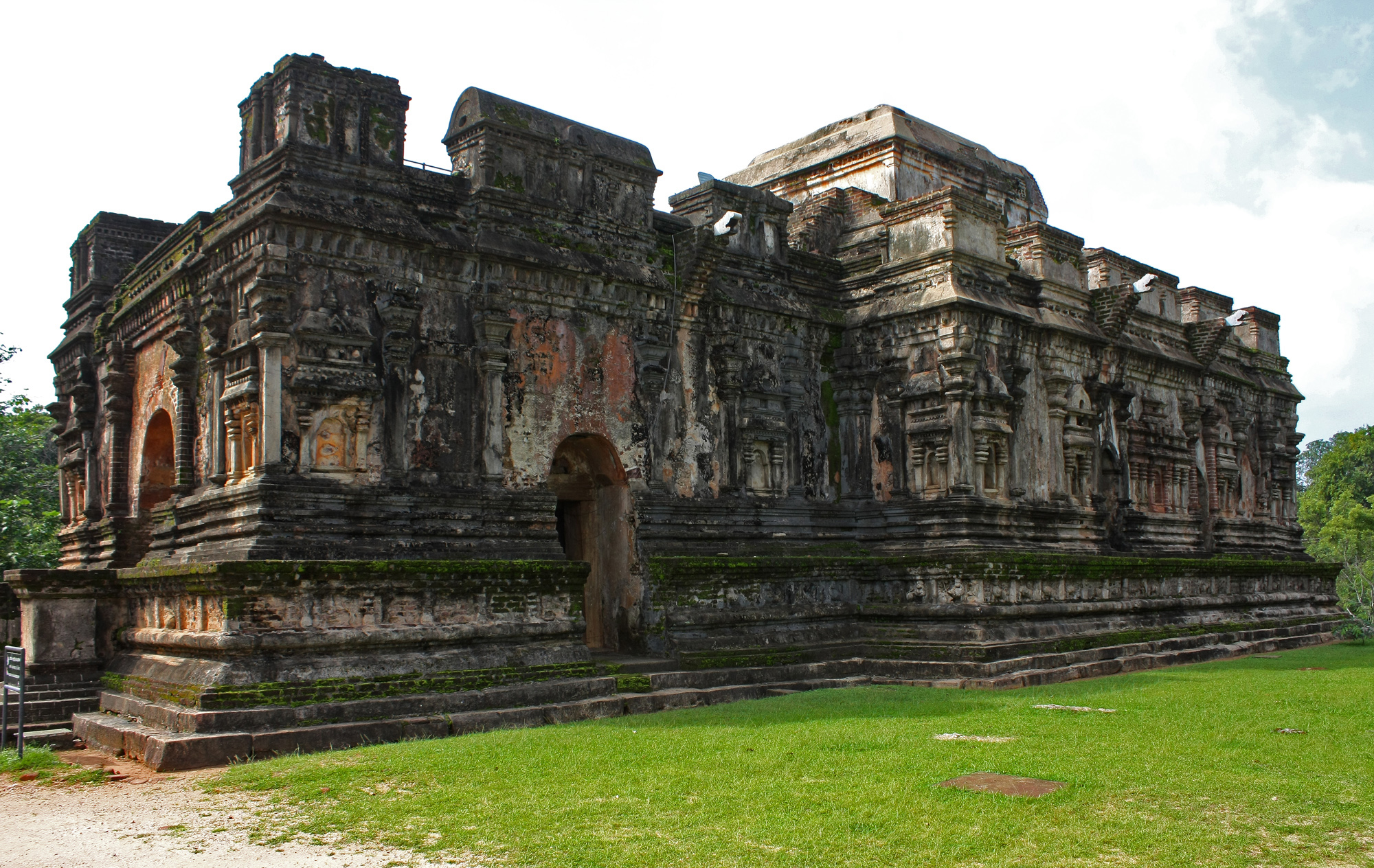
Будівля зі стилем архітектури Південної Індії (Дравіда) в Полоннаруві.

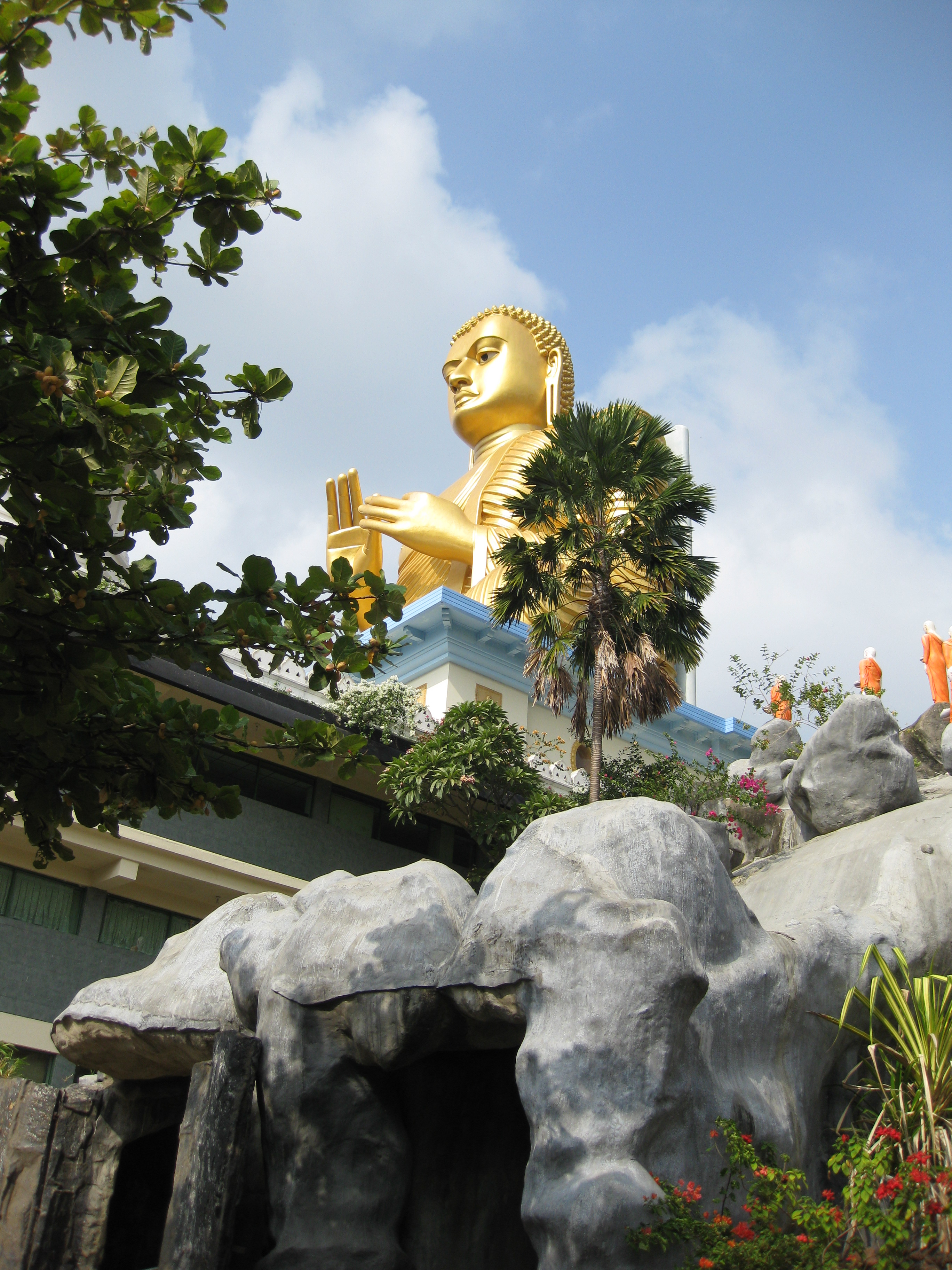
Могутня статуя Золотого Будди в проповідницькій позі в Золотому храмі Дамбулла

Класична архітектура Шрі-Ланки, а також скульптури та мистецтво країни, головним чином, засновані на буддистських мотивах. У багатьох містах і селах країни знаходяться ступи, також в країні є кілька дуже великих статуй Будди, найзнаменитіші знаходяться в містах Ауканья і Будурувагала, які відомі своїми археологічними розкопками. На думку дослідників саме в цій країні знаходиться максимальна кількість зображень Будди.
У містах Анурадхапура і Полоннарува можна зустріти зразки археологічної спадщини країни. Так на території Шрі –Ланки з 3 ст. до н.е. — 8 ст. н.е. збереглися архітектурні пам'ятки пов'язані з мистецтвом Індії, зокрема ступа Руанвелідагоба в Анурадхапурі, 2 — 1 ст. до н. е..
Гігантські споруди, ретельно розплановані міста, храми, статуї — це свідчить про високий рівень стародавньої та середньовічної сингальскої цивілізації. Її розквіт відноситься до періоду з 4 ст. до н. е. до 14 ст. н. е. та пов'язаний з древніми містами — столицями: Анурадхапура і Полоннарува. На Шрі-Ланці виник своєрідний стиль буддійських культових споруд які називають дагобами. На території Кандийської держави виник архітектурний стиль під назвою кандийський. Кандийці були майстрами різьби по дереву. Особливий інтерес представляє храм Далада — Малинава, або Храм Зуба Будди, в якому гармонійно поєднані камінь та дерево.
За середньовіччя (8-13 ст.) будівництво велося переважно в новій столиці — Полоннавурі, де зводили індуїстські храми.
З часів колоніальної епохи в країні залишилися голландські форти, церкви, британські особняки, клуби, і будівлі суду. Найяскравішим зразком колоніальної культурної спадщини на Шрі-Ланці є архітектура портового міста Галле.
Після здобуття незалежності в Шрі-Ланці почала формуватися національна архітектурна школа. Зводяться міські та селянські комплекси, в архітектурі яких поєднуються прийоми сучасного європейського будівництва та національні середньовічні риси.
Культурним центром сучасності є місто Канді.

### Образотворче мистецтво

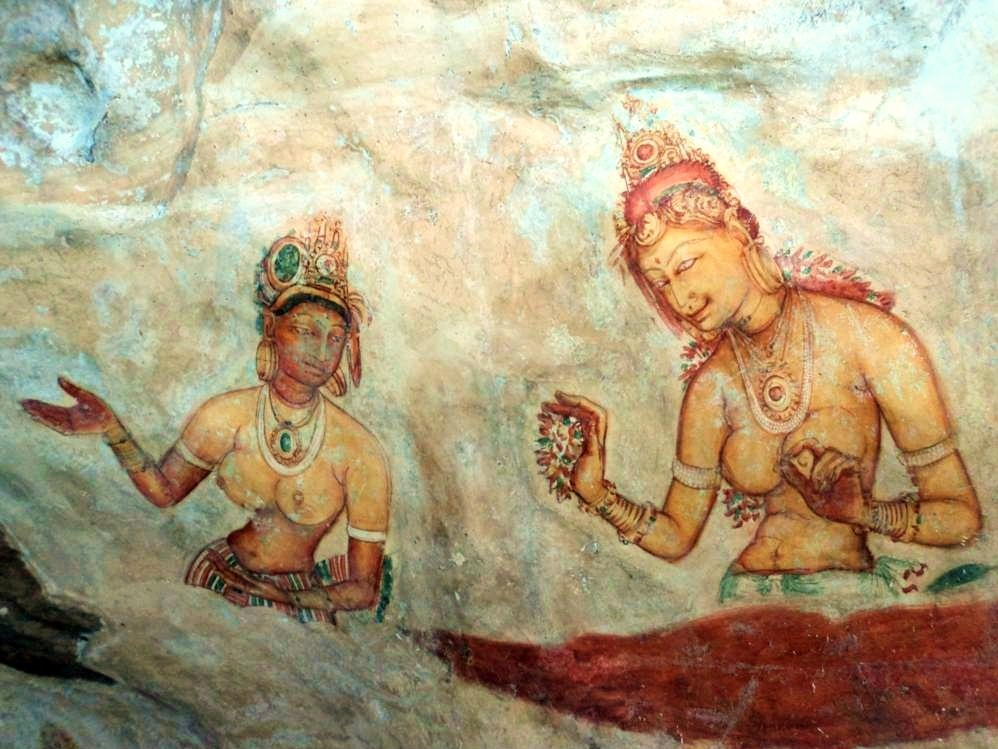
Фрески на скелі Сігірії.

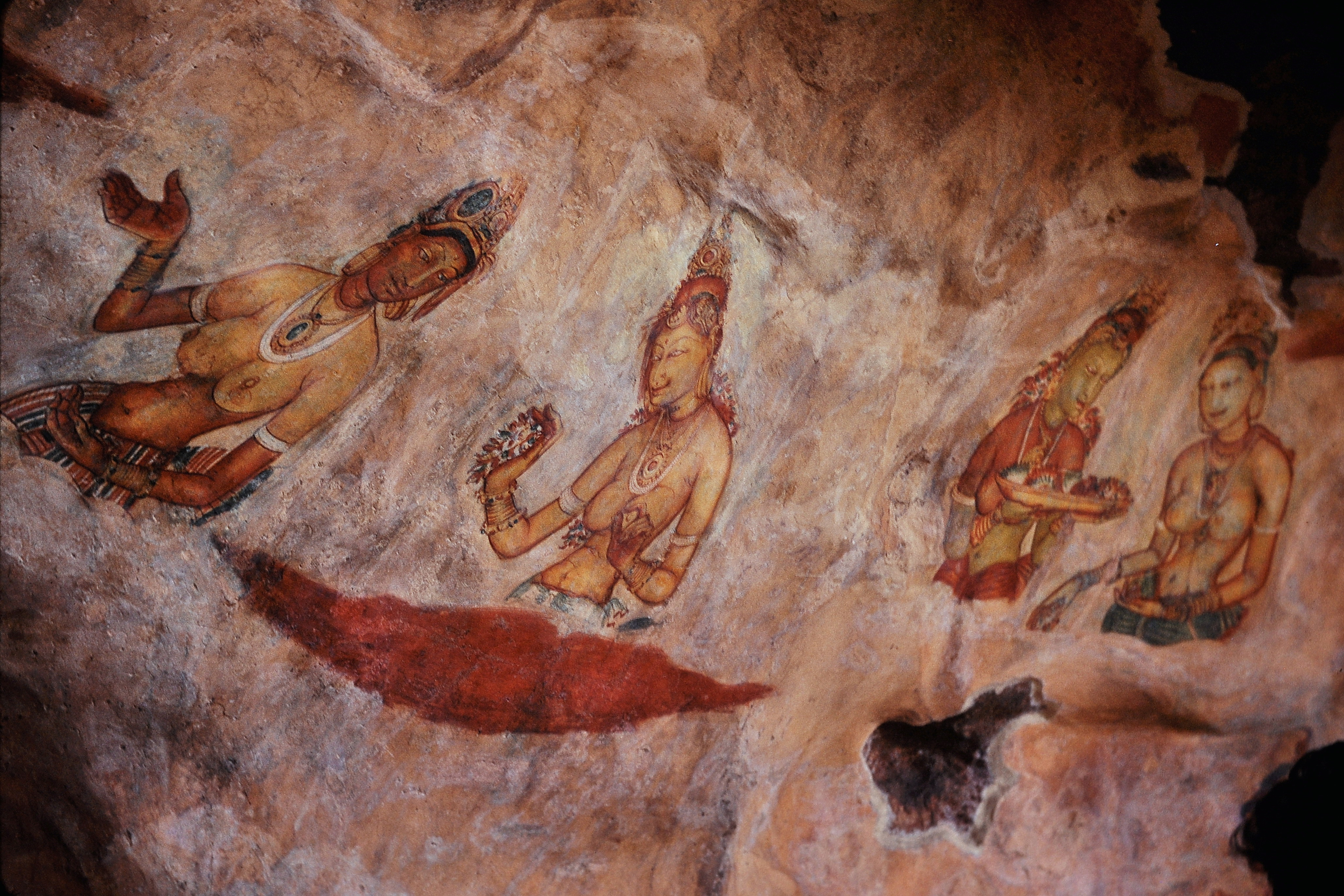
Хмарна дівчина в Сігірії, Шрі-Ланка.

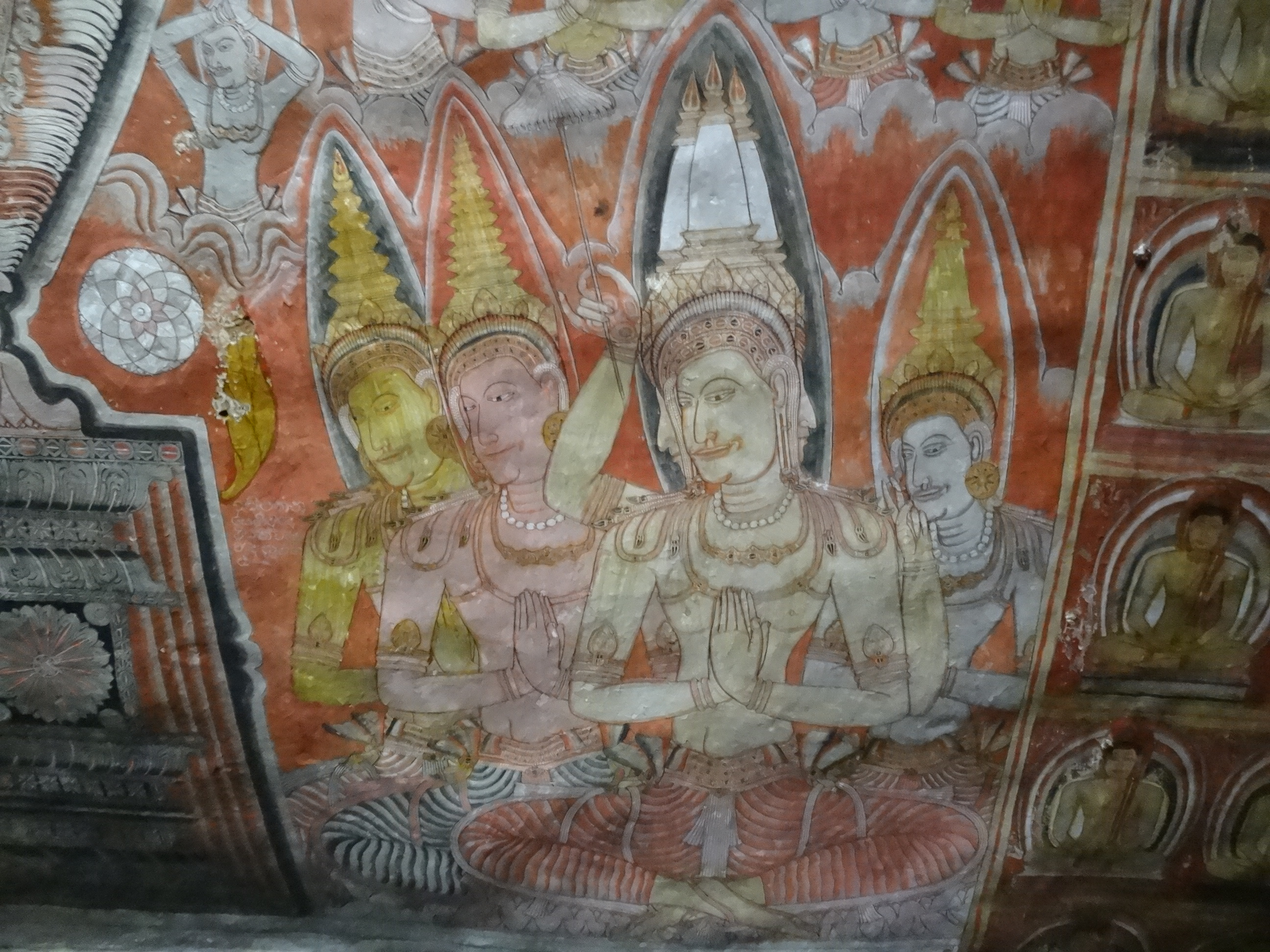
Дамбула, печерний храм.

Ранній період мистецтва Шрі-Ланки пов'язаний з мистецтвом Індії, зокрема з буддизмом (храми прикрашалися скульптурою). Збереглися й зразки світської скульптури з каменю, металеві статуетки божеств, наскельні розписи Сігірії.
Сігірія (Левова скеля) — це древня гірська зруйнована фортеця із залишками палацу, розташована в центральному районі Матале на Шрі-Ланці. Сігірія також відома своїми стародавніми зображеннями-фресками, зокрема розпис на скелі Сігірії 5 століття «Знатна дама, що кидає квітку». Стародавній храм на вершині скелі являє собою гігантську картинну галерею, фрески покривали більшу частину західного схилу скелі, займаючи область в 140 метрів завдовжки і 40 метрів заввишки. Зараз багато з фресок Сігірії загублені назавжди, але стиль цього живопису вважається унікальним і неповторним.
Отже до 19 століття образотворче мистецтво сингалів прийшло в занепад. Національні традиції збереглись лише в будівництві культових споруд, а також в прикладному мистецтві — розпис дерев'яних виробів, ритуальних та театральних масок.
У 19 столітті під впливом англійського офіційного мистецтва, на Шрі-Ланці зародилося станкове професійне мистецтво. Першим художнім об'єднанням було «Цейлонське товариство мистецтва», яке діяло з 1887 року. До нього увійшли такі художники: А. Амарасекера, Дж. Д. А. Перера,.
На початку 20 століття у зв'язку з визвольним рухом утворилася живописна школа, яка об'єднала національні традиції з досвідом новітніх європейських течій. «Група 43» — до неї увійшли художники: Дж. Кейт, Г. Пієріс — картина «Кохана», та «Товариство національного мистецтва» до складу якого увійшов Б. Л. А. Мендіс.
Незалежність держави дала поштовх розвитку культури. В Коломбо почала функціонувати Галерея мистецтв. У 1950 році була відкрита Державна школа мистецтв. Сучасний живопис Шрі–Ланки має яскраво виражений національний характер.

### Театр
Поема-хроніка «Мухаванса» (5 ст.) свідчить про стародавнє походження театру на острові Шрі-Ланка. З давнини та до сьогодення збереглися різноманітні форми народного театру:
- Сокарі «театр гумна»- театр видовище комедійного характеру;
- Надагам — музична драма з танцями та співом;
- Рукада — ляльковий театр;
- Колам — театр комедійного направлення, де значна роль належить ведучому коміку — каватая. Це видовище в масках, в основі якого пантоміма і танець[8].

В народному театрі поєднуються танець, театр масок, барабанний бій і ритуали, пов'язані з вигнанням злих духів, а змістом театральних постанов є фольклор Шрі-Ланки.
На основі народної музики та танцювальних традицій виник і діяв на початку 19 століття новіший вид театру — надагам (музична вистава з пантомімою, піснями та танцями).
З національно-визвольною боротьбою народів Шрі-Ланки пов'язане зародження театру сучасного типу. У 20-х роках 20 століття виникли професійні трупи, що включають діалог та зберігають народну музично-танцювальну основу надагама.
Встановлення незалежності Шрі-Ланки сприяло виникненню нової театральної форми, зокрема балету. В 1944 році створено школу і трупу (з 1955 року Цейлонський балет Чітрасени), яким керував Чітрасена — перший професійний танцівник та балетмейстер Шрі-Ланки.

### Кіномистецтво Шрі-Ланки
На розвиток кіномистецтва Шрі-Ланки впливав кінематограф Індії. Перша національна кінокомпанія по виробленню фільмів «Сінгала — фільм» була створена в 1948 році. Більшу частину кінопродукції становили комерційні мелодраматичні стрічки. В кінці 50-х, та у 60-х роках почали створювати стрічки, в яких реалістично зображені людські відношення та життя країни. Режисер Л. Д. Перієс створив багато популярних фільмів: «Послання», «Лінія долі», «Село, що змінилося», «Дві родини». У 1972 В році була створена Державна кінокорпорація. В кінематографії Шрі-Ланки 20 століття працювали прогресивні режисери: К. Перера «Добрі побажання», «Ласанда»; П. Гунаретне «Що сталося?»; С. Гунасінге «Сім морів» та інші.

## Традиції

### Фольклор
Фольклор народів Шрі-Ланки різноманітний. Сингали усі оповідання, легенди, міфи та байки називають одним словом катха (оповідання). Темою оповідання є випадки з селянського життя, історії про кохання та сімейні стосунки. Їх об'єднує проста форма, життєва філософія селян та гумор.
У фольклорі популярна постать мудреця Махадамути (Великого радника). Саме він та п'ять його учнів є героями народних іронічних оповідей, які уособлюють правителів давньої Шрі-Ланки.

### Національний одяг

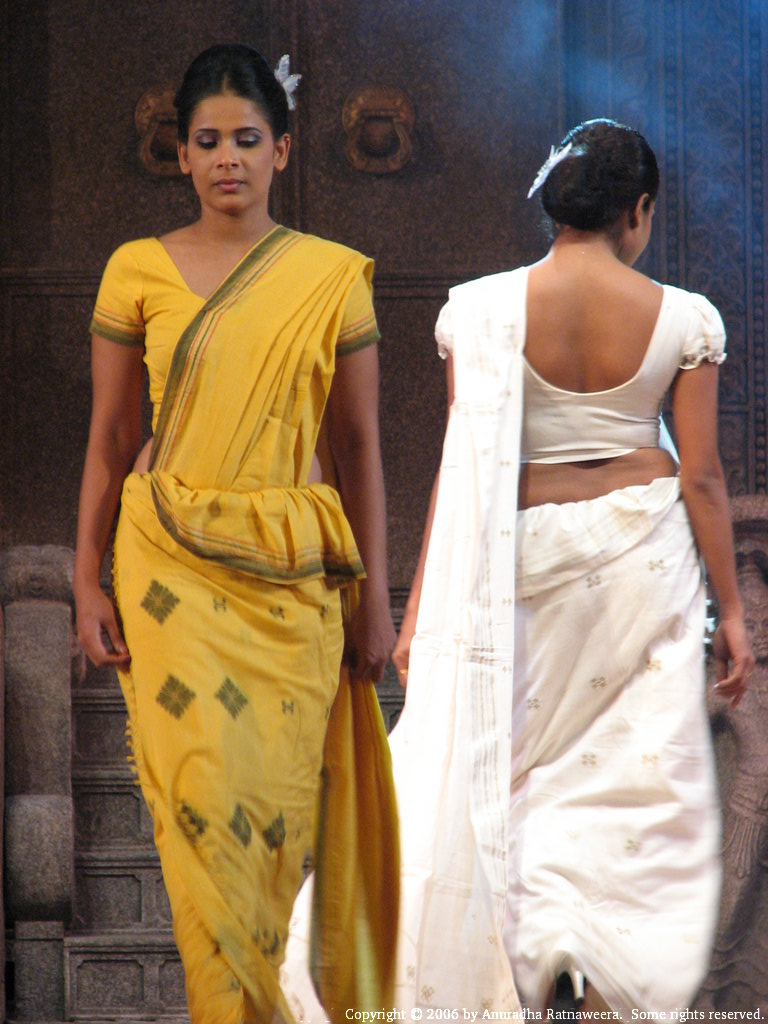
Жіночі моделі з Шрі-Ланки.

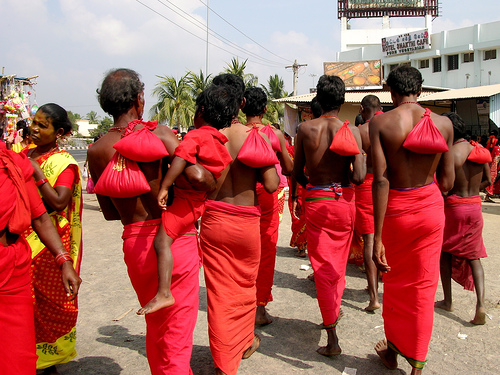
Прихильники Шиви на паломництво, вдягають червоний veshtis і несуть червоні мішки.

Найбільш розповсюджений одяг сингалів — саронг. Це довгий шматок тканини яким тричі обгортають нижню частину тіла.
Традиційним наплічним одягом є куртка зі стоячим коміром. Звичайний колір одягу сингалів — білий. Сингали прибережних районів часто носять європейську сорочку на випуск. Молодь віддає перевагу європейському костюму.
Сингальські жінки також вдягають саронг різних кольорів та камбайя — блузу. В містах жінки іноді замість саронга вдягають європейську спідницю. Жінки у гірських районах Канді ввідають перевагу сарі. Розповсюджені чорні парасольки, які захищають від тропічних злив та сонця.
Таміли носять лунги, схожий на сингальський саронг, або дхоті. Тамілки вдягають сарі з яркої бавовняної тканини. Маври носять сингальський костюм та головний убір. Жінки вдягають індійське сарі. Вільний його кінець вони перекидають зі спини на груди. Цим кінцем вони при необхідності прикривають голову і обличчя.
Всі жінки, як сингалки так і тамілки, носять багато прикрас: кільця, намиста, браслети, брошки, сережки, головні черепахові шпильки. Кандійки обов'язково одягають атавеле — намисто ниток золотих або срібних намистинок розміром з дрібний горох.

### Кулінарія
Основною стравою як сингалів, так і тамілів є рис з каррі тобто з різними гострими приправами: овочевими, рибними, м'ясними, та з чилі (червоним стручковим перцем). Роль хліба виконує аппа — на вигляд як коржик або млинець з рисового борошна та молока кокосового горіха.
Унікальною закускою на острові є хопери, схожі на оладки, які подаються з яйцями або медом і йогуртом. У прибережних містах дуже часто готують рибу. Розповсюджені індійські соуси, овочевий тхалі, бирияни і кул з тонким ароматом, а також варений, смажений або висушений комбо.
Друге місце в національній кухні займають плоди кокосової пальми. Вважається, що гарна господиня може приготувати з кокосового горіха сотню різних страв. Важливу роль у національній кухні Шрі-Ланки грають плоді хлібного дерева, його ще називають «їжею бідняків».
Велике значення у раціоні на острові мають різні фрукти — манго, ананаси, банани, папая та інші.

## Культурно-освітні заклади

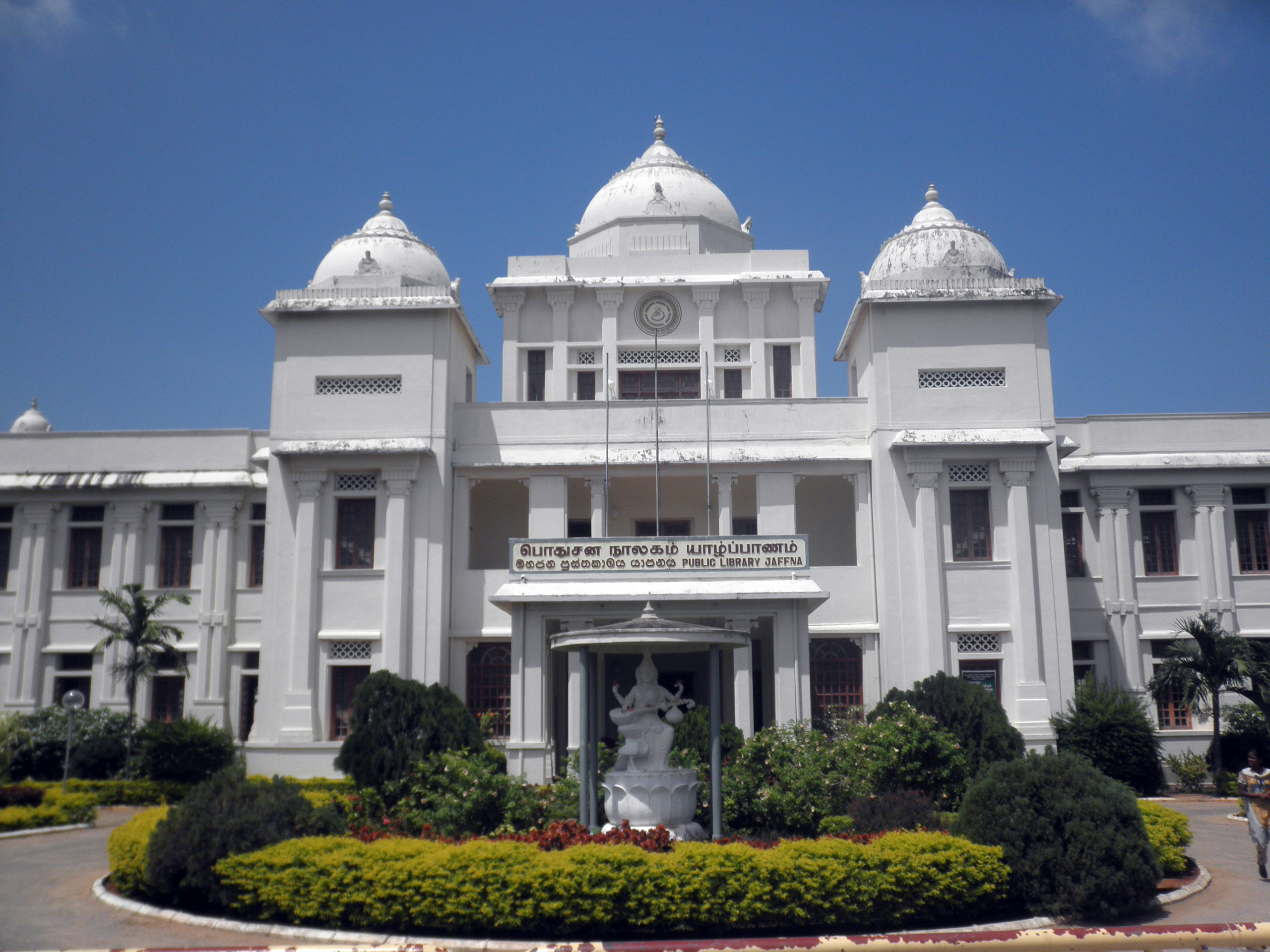
Публічна бібліотека у м. Джаффна

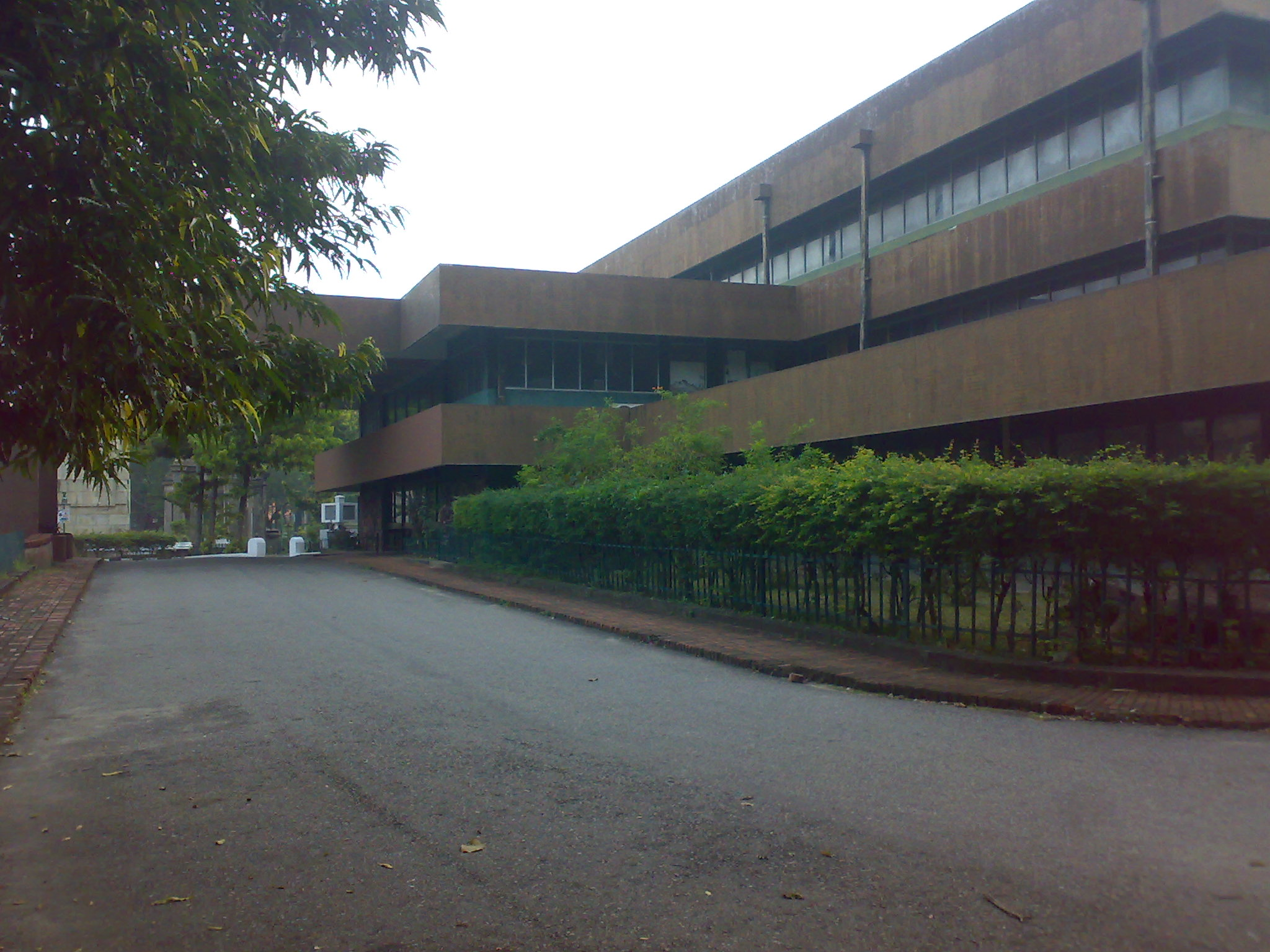
Публічна бібліотека Коломбо

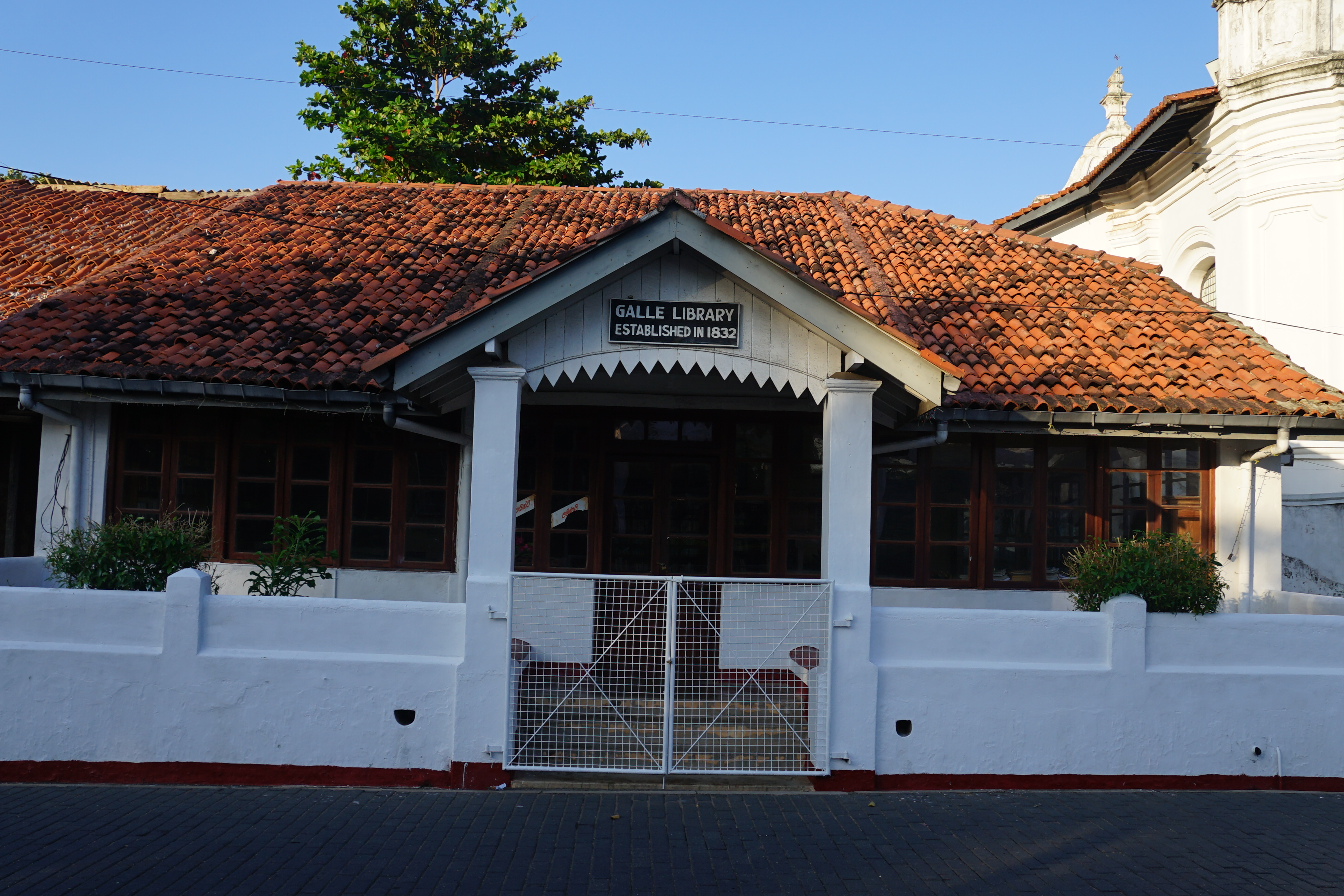
Галле. Бібліотека, заснована в 1832 році

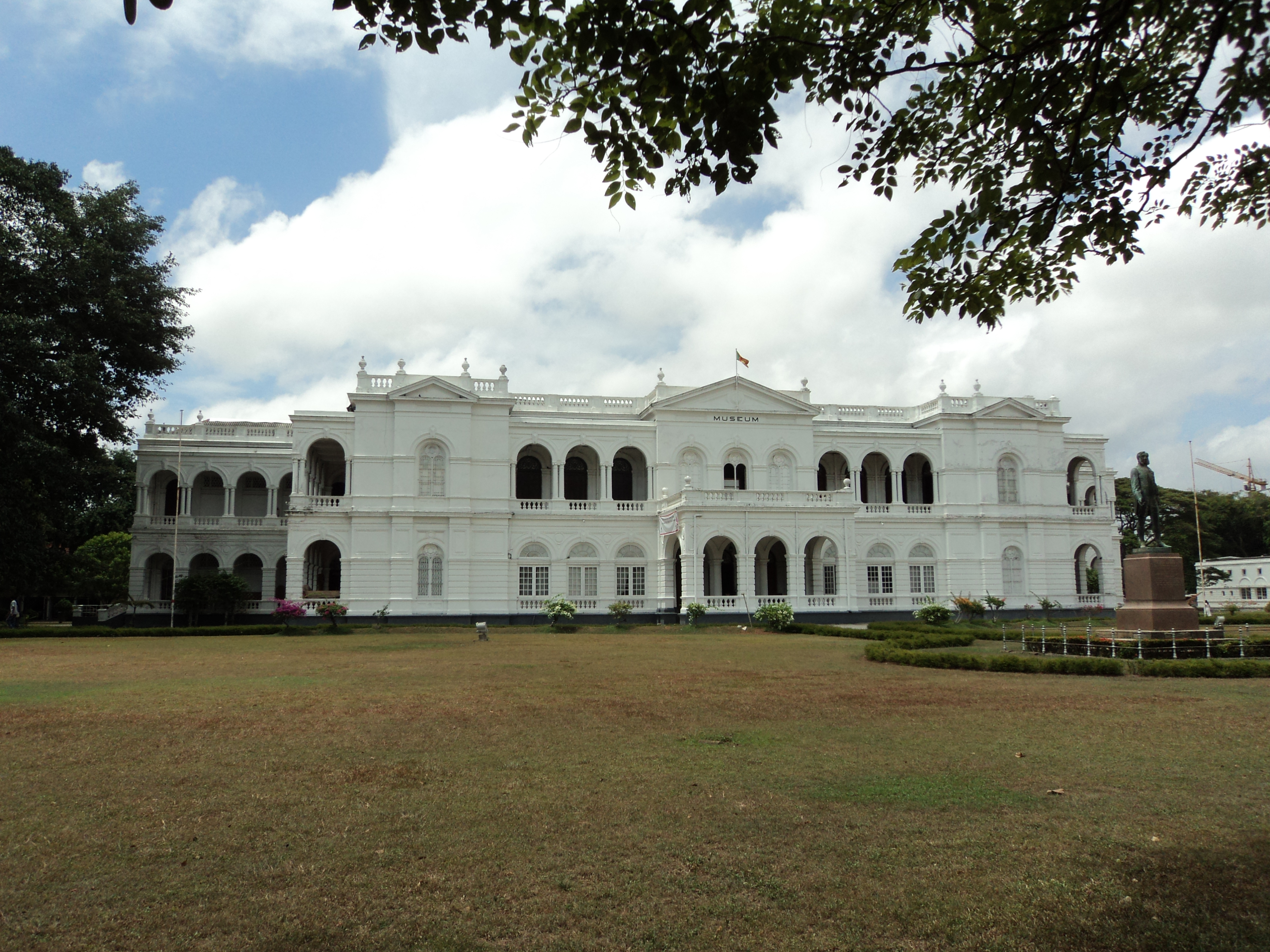
Національний музей Коломбо, Шрі-Ланка

В Шрі-ланці є багато бібліотек: Бібліотека Національного музею, Публічна бібліотека у м. Джаффна, публічна бібліотека у м. Галле, яка була заснована в 1832 році, Публічна та юридична бібліотеки в Коломбо, великі бібліотеки при університетах. Інститут чаю заснований у 1925 році в місті Талавакеле.
Національний музей Шрі-Ланки об'єднує національні музеї у містах Коломбо (заснований у 1877 р.), Канді (заснований у 1942 р.), Ратнапура (заснований у 1942 р.) та Анурадхапура (заснований у 1971 р.).
В Амбалангода знаходиться знаменитий на усю Шрі-Ланку Музей традиційних масок (Ariyapala Traditional Masks). Маски представлені у мезеї виготовлені з спеціального дерева кадуру. Усі вони бувають трьох видів: історичні (для проведення культурних шоу), ритуальні (для проведення різних обрядів), карнавальні (для проведення фестивалів).
Морський музей в Галле розповідає про рибалок, про морських тварин, що мешкають у Шрі-Ланці, про особливості життя в прибережній зоні. Він розташований у старовинному голландському будинку посуду фортеці Галле. Це старовинна будівля, побудована в 1671 році, а музей був відкритий 9 травня 1992 року.
Музей Ceylon Tea займає приміщення непрацюючої чайної фабрики, яка розташовується на території садиби Хантане, що всього в декількох кілометрах від міста Канді. Фабрика була побудована у 1925 році, але в другій половині 20 століття зачинилась, і довгий час будівля пустувала. У 1998 році було вирішено створити на базі підприємства музей чаю. Він відкрився для відвідувачів 3 роки по тому. Сьогодні в музеї можна побачити такі цікаві експонати, як найстаріша упаковка чаю, якій понад 56 років; старовинний чайний прес віком понад століття і верстати, що застосовувалися на фабриці на початку XX століття та інше.